# تپه سفید
تپه سفید مربوط به دوران پیش از تاریخ ایران باستان است و در شهرستان ممسنی، روستای تل سفید واقع شده و این اثر در تاریخ ۱۶ مهر ۱۳۷۹ با شمارهٔ ثبت ۲۷۸۶ به‌عنوان یکی از آثار ملی ایران به ثبت رسیده است.